# Agytröszt
Az agytröszt (angolul: think tank) olyan tanácsadó szervezet, amely a politikai életben, a pártpolitikai versenyben ad tanácsokat, stratégiai vagy taktikai elemzéseket készítve. Az agytrösztök Nyugat-Európában és USA-ban legalább százéves múlttal rendelkeznek. A fogalom használata Magyarországon csak a rendszerváltás után terjedt el.

## Tevékenységei
Az elnevezés olyan szervezetekre utal, amelyek alapvetően két területen, az aktuálpolitika, illetve az általános közélet szempontjaira fókuszálva politikai és társadalomtudományi elemző, illetve kutatómunkát végeznek, valamint közérdekű és közérdeklődésre számot tartó témákat tárgyalnak azzal a céllal, hogy hatással legyenek az aktuális és általános közpolitika alakulására, a politikai gondolkodásmódra, illetve közbeszédre. Az agytrösztök általában ideológiai elkötelezettség mentén, kisebb-nagyobb mértékben kapcsolódnak politikai pártokhoz, hatással lehetnek szakpolitikai döntésekre, és nemritkán a pártok egyfajta intellektuális háttérbázisát alkotják.
A think tank szervezetek egyrészt alapítványi keretek között működnek – ez esetenként kiegészül üzleti alapon folytatott tevékenységgel is, ám arra is van példa, hogy az agytrösztök kizárólag üzleti alapon végzik a munkájukat. Tevékenységük szerteágazó: általában ötvözi az elemzést, a kutatást (beleértve a közvélemény-kutatást), a kiadói tevékenységet, az oktatási tevékenységet, valamint a közvetlen tanácsadást a politikai és üzleti szféra részére. Jellemző, hogy a közpolitikával kapcsolatos elemzéseik, kutatásaik eredményeit a médiában, illetve a saját publikációik, továbbá konferenciák és egyéb rendezvények keretében nyilvánosságra hozzák.
Az agytrösztök profi szervezetek, profi háttérembereket foglalkoztatnak.

## Főbb fajtái
- Karitatív agytrösztök: az állampolgároknak kínálnak fel különböző olyan szolgáltatásokat, amelyeket más nem tud elvégezni, így az állam sem (pl. az emberek közötti egyenlőtlenségek csökkentése).
- Kormányzati agytrösztök: a politikusok felé irányulnak. 1945 után kormánypolitikai alternatívák kidolgozásában vesznek részt (pl. a jóléti állam alapjainak kidolgozása).
- Pártpolitikai agytrösztök: pártpolitikai jellegűek. Az 1970-es években jöttek létre.

## Az agytrösztök kialakulása
Az agytrösztök őshazája az USA. A felépítésük alulról indul, magántőkéből, így függetlenek lehetnek az államtól.
Két hulláma volt a kialakulásuknak:
- az első a két világháború között, Roosevelt elnöksége alatt volt, az 1930-as években. Európában ekkor több helyen a diktatúra, az USA-ban a demokrácia élt. Az állam és a kormányzat egyre nagyobb szerepet játszott a világgazdasági válság kezelésében;
- a másodikra 1945-től került sor. Az újjáépítés során az angol lett az uralkodó nyelv a világban. Pl. a Marshall-segély koncepcióját ekkoriban a kormányzati agytrösztök dolgozták ki.

## Az USA és Anglia agytrösztjei

### USA
A pártpolitikai agytrösztök az 1970-es években jelentek meg az Egyesült Államokban. A két domináns amerikai politikai párt, a Demokrata Párt és a Republikánus Párt egyaránt rendelkezett „saját” agytrösztökkel, melyek olykor meghatározó szerepet játszottak a pártstratégia formálásában. A Watergate-botrány következtében elnökséget vesztő Republikánus Párthoz köthető agytrösztök célul tűzték ki, hogy a republikánusok ismét hatalomra tehessenek szert, így igyekeztek ezt lehetővé tenni.
Az agytrösztök manapság is kiemelt fontossággal bírnak az amerikai pártpolitikában; rendszerint részt vesznek a választási programok kidolgozásában.
Példák
- Heritage Foundation – konzervatív agytröszt
- Cato Institute – libertariánus, pártfüggetlen intézmény
- Brookings Institute – liberális-centrista, pártfüggetlen intézmény

1992 után a demokrata agytrösztök erősödtek meg.
Clintonnal megjelent az imázsformálás (Bruce Newman politikai marketingje, imázsépítése). Az amerikai agytrösztök nagy költségvetéssel dolgoznak, sok emberrel.

### Anglia
1976–1980 között a brit konzervatívok hozták létre a pártpolitikai agytrösztöket, hogy hatalomra kerülhessenek. Angliában az agytrösztök kis szervezetek (20–30 emberrel), kis költségvetéssel.
Példák
- CPS (Centre for Policy Studies): Margaret Thatcher hozta létre.
- IEA (International Economic): gazdaságpolitikai agytröszt. A nemzetközi és az angol gazdaság összehangolásán dolgozik.
- Adam Smith Institute: általános politikai kérdésekkel foglalkozott.

## Magyarországon
1990 előtt Magyarországon nem voltak agytrösztök. Az 1990-es évek közepétől jelentkeztek. Minden magyar párt mögött áll egy. A Fidesz 1998-ban eredményesen támaszkodott a kormányra kerüléséhez a Századvég Politikai Elemzések Központjának szolgáltatásaira. Az MSZP Clinton agytrösztjeit „importálta” 2002-ben.[forrás?]
A pártpolitikai tevékenységet vagy aktuálpolitikai elemzést végző agytrösztök mellett a think tankek másik csoportját a specializált, illetve általános közpolitikai agytrösztök jelentik. Ezek a szervezetek, csoportok tudományos szemlélettel, szakértőként, párt- és aktuálpolitikától függetlenül elemzik a közpolitikát és az ahhoz tartozó szakterületeket. Ezek közé tartozik például a Professzorok Batthyány Köre, amely konzervatív, de nem pártközeli agytröszt, és ilyen szervezet még a szakpolitikai javaslatok készítésével és országvízió felvázolásával foglalkozó Egyensúly Intézet is, amely a legnagyobb magyar független agytröszt.